# Deutsche Olympiaqualifikation 1960/Sommerspiele/Leichtathletik
Dieser Artikel beschreibt die Ergebnisse der Ausscheidungswettkämpfe in der Leichtathletik zur Bildung der gesamtdeutschen Mannschaft bei den Olympischen Sommerspielen 1960 in Rom.
Die Leichtathletik-Ausscheidungen wurden nach dem Vorbild der US-amerikanischen Trials durchgeführt. Sie fanden an zwei Wochenenden im Juli und August statt. Am 16. Juli wurde auf der Straße von Dresden über Meißen nach Zehren und zurück der Wettbewerb im 50-km-Gehen durchgeführt. Tags darauf wurde von Dresden nach Meißen und zurück Marathon gelaufen. Am selben Wochenende fanden im Sachs-Stadion (damals: Willy-Sachs-Stadion) in Schweinfurt die Wettkämpfe im 10.000-Meter-Lauf und im Zehnkampf statt. Die übrigen Wettbewerbe wurden am 7. August im Niedersachsenstadion in Hannover und am 8. August im Georgij-Dimitroff-Stadion in Erfurt abgehalten. Dabei reisten die beiden Delegationen in "getrennten Triebwagen" von Hannover nach Erfurt.

## Ergebnisse

### Männer

#### 100 Meter
Ort: Hannover
| * | Name              | Zeit (s) | * | in Rom  |
| - | ----------------- | -------- | - | ------- |
| 1 | Armin Hary        | 10,4     | w | Gold    |
| 2 | Walter Mahlendorf | 10,5     | w | Vorlauf |
| 3 | Manfred Germar    | 10,5     | w | Vorlauf |

#### 200 Meter
Ort: Erfurt
| * | Name            | Zeit (s) | * | in Rom           |
| - | --------------- | -------- | - | ---------------- |
| 1 | Armin Hary      | 20,6     | w | nicht angetreten |
| 2 | Marcel Wendelin | 20,8     | w | Zwischenlauf     |
| 3 | Manfred Germar  | 20,9     | w | Vorlauf          |

#### 400 Meter
Ort: Erfurt
| * | Name               | Zeit (s) | * | in Rom       |
| - | ------------------ | -------- | - | ------------ |
| 1 | Carl Kaufmann      | 46,7     | w | Silber       |
| 2 | Manfred Kinder     | 46,9     | w | 5. Platz     |
| 3 | Hans-Joachim Reske | 47,0     | w | Zwischenlauf |

#### 4 × 100 Meter
Ort: Hannover
| * | Name                                                                             | Zeit (s) | in Rom |
| - | -------------------------------------------------------------------------------- | -------- | --- |
| 1 | Westdeutschland (Bernd Cullmann, Armin Hary, Walter Mahlendorf, Manfred Germar)  | 40,5     | Ersatzläufer waren Martin Lauer und Manfred Steinbach. In Rom lief Lauer für Germar. Die Staffel gewann Gold. |
| 2 | Ostdeutschland (Peter Wallach, Karl-Heinz Flamm, Helmuth Opitz, Klaus Grogorenz) | 41,4     | |

#### 4 × 400 Meter
Die ersten vier Läufer der 400-Meter-Ausscheidung von Erfurt, die alle aus dem Westen kamen, wurden für die Staffel nominiert. Als Vierter war dies noch Johannes Kaiser (47,3 s). Die beiden Ersatzläufer waren die Ostdeutschen Gottfried Kliembt und Karl Sturm. Die Staffel gewann in Rom Silber.

#### 800 Meter
Ort: Erfurt
| * | Name                 | Zeit (min) | * | in Rom     |
| - | -------------------- | ---------- | - | ---------- |
| 1 | Paul Schmidt         | 1:46,6     | w | 4. Platz   |
| 2 | Manfred Matuschewski | 1:46,9     | o | 6. Platz   |
| 3 | Jörg Balke           | 1:47,1     | w | Halbfinale |

#### 1500 Meter
Ort: Hannover
| * | Name               | Zeit (min) | * | in Rom  |
| - | ------------------ | ---------- | - | ------- |
| 1 | Siegfried Valentin | 3:44,0     | o | Vorlauf |
| 2 | Arthur Hannemann   | 3:45,5     | o | Vorlauf |
| 3 | Adolf Schwarte     | 3:45,9     | w | Vorlauf |

#### 5000 Meter
Ort: Erfurt
| * | Name            | Zeit (min) | * | in Rom   |
| - | --------------- | ---------- | - | -------- |
| 1 | Hans Grodotzki  | 14:05,6    | o | Silber   |
| 2 | Horst Flosbach  | 14:11,6    | w | 8. Platz |
| 3 | Friedrich Janke | 14:26,0    | o | 4. Platz |

#### 10.000 Meter
Ort: Schweinfurt
| * | Name            | Zeit (min) | * | in Rom    |
| - | --------------- | ---------- | - | --------- |
| 1 | Hans Grodotzki  | 28:57,8 DR | o | Silber    |
| 2 | Gerhard Hönicke | 29:08,6    | o | 12. Platz |
| 3 | Xaver Höger     | 29:39,8    | w | 17. Platz |

#### Marathonlauf
Ort: Dresden
| * | Name              | Zeit (h)  | * | in Rom    |
| - | ----------------- | --------- | - | --------- |
| 1 | Bruno Bartholome  | 2:24:33,0 | o | 28. Platz |
| 2 | Günter Havenstein | 2:26:50,2 | o | 57. Platz |
| 3 | Lothar Beckert    | 2:28:40,8 | o | 56. Platz |

#### 110 Meter Hürden
Ort: Erfurt
| * | Name                | Zeit (s) | * | in Rom                                                                                   |
| - | ------------------- | -------- | - | ---------------------------------------------------------------------------------------- |
| 1 | Martin Lauer        | 13,6     | w | 4. Platz                                                                                 |
| 2 | Karl-Ernst Schottes | 14,4     | w | Zwischenlauf                                                                             |
| 3 | Herbert Wiedera     | 14,6     | o | In Rom lief statt Wiedera der Westdeutsche Klaus Gerbig, der den Zwischenlauf erreichte. |

#### 400 Meter Hürden
Ort: Hannover
| * | Name             | Zeit (s) | * | in Rom       |
| - | ---------------- | -------- | - | ------------ |
| 1 | Helmut Janz      | 52,3     | w | 4. Platz     |
| 2 | Willi Matthias   | 52,7     | w | Zwischenlauf |
| 3 | Wolfgang Fischer | 52,8     | w | Vorlauf      |

#### 3000 Meter Hindernis
Ort: Hannover
| * | Name          | Zeit (min) | * | in Rom               |
| - | ------------- | ---------- | - | -------------------- |
| 1 | Hermann Buhl  | 8:46,4     | o | Vorlauf              |
| 2 | Ludwig Müller | 8:47,0     | w | 6. Platz             |
| 3 | Hans Hüneke   | 8:49,0     | w | im Finale aufgegeben |

#### 20 km Gehen
Ort: Hannover
| * | Name                | Zeit (h)  | * | in Rom                          |
| - | ------------------- | --------- | - | ------------------------------- |
| 1 | Hannes Koch         | 1:31:39,2 | o | 16. Platz                       |
| 2 | Dieter Lindner      | 1:33:40,0 | o | 4. Platz                        |
| 3 | Siegfried Lefanczik | 1:33:42,2 | o | disqualifiziert oder aufgegeben |

#### 50 km Gehen
Ort: Dresden
| * | Name          | Zeit (h)  | * | in Rom          |
| - | ------------- | --------- | - | --------------- |
| 1 | Kurt Sakowski | 4:25:18,0 | o | disqualifiziert |
| 2 | Horst Astroth | 4:26:02,6 | o | 16. Platz       |
| 3 | Max Weber     | 4:26:31,0 | o | 13. Platz       |

#### Hochsprung
Ort: Erfurt
| * | Name             | Höhe (m) | * | in Rom        |
| - | ---------------- | -------- | - | ------------- |
| 1 | Theo Püll        | 2,06     | w | 7. Platz      |
| 2 | Werner Pfeil     | 2,00     | o | Qualifikation |
| 3 | Peter Riebensahm | 1,95     | w | Qualifikation |

#### Stabhochsprung
Ort: Hannover
| * | Name             | Höhe (m) | * | in Rom        |
| - | ---------------- | -------- | - | ------------- |
| 1 | Manfred Preußger | 4,50     | o | Qualifikation |
| 2 | Peter Laufer     | 4,40     | o | Qualifikation |
| 3 | Günter Malcher   | 4,40     | o | 5. Platz      |

#### Weitsprung
Ort: Hannover
| * | Name               | Weite (m) | * | in Rom        |
| - | ------------------ | --------- | - | ------------- |
| 1 | Manfred Steinbach  | 7,85      | w | 4. Platz      |
| 2 | Manfred Molzberger | 7,54      | w | 9. Platz      |
| 3 | Fritz Köppen       | 7,50      | o | Qualifikation |

#### Dreisprung
Ort: Erfurt
| * | Name             | Weite (m) | * | in Rom        |
| - | ---------------- | --------- | - | ------------- |
| 1 | Karl Thierfelder | 15,77     | o | Qualifikation |
| 2 | Manfred Hinze    | 15,56     | o | 7. Platz      |
| 3 | Jörg Wischmeier  | 15,53     | w | Qualifikation |

#### Kugelstoßen
Ort: Hannover
| * | Name            | Weite (m) | * | in Rom        |
| - | --------------- | --------- | - | ------------- |
| 1 | Hermann Lingnau | 17,32     | w | 12. Platz     |
| 2 | Dieter Urbach   | 17,22     | w | 7. Platz      |
| 3 | Fritz Kühl      | 16,97     | o | Qualifikation |

#### Diskuswurf
Ort: Erfurt
| * | Name            | Weite (m) | * | in Rom        |
| - | --------------- | --------- | - | ------------- |
| 1 | Lothar Milde    | 52,63     | o | 12. Platz     |
| 2 | Fritz Kühl      | 52,40     | o | Qualifikation |
| 3 | Manfred Grieser | 51,64     | o | 16. Platz     |

#### Hammerwurf
Ort: Erfurt
| * | Name          | Weite (m) | * | in Rom                                                                                              |
| - | ------------- | --------- | - | --------------------------------------------------------------------------------------------------- |
| 1 | Klaus Peter   | 60,64     | o | Qualifikation                                                                                       |
| 2 | Manfred Losch | 59,96     | o | Qualifikation                                                                                       |
| 3 | Klaus Teubert | 59,25     | o | In Rom warf statt Teubert der Westdeutsche Siegfried Lorenz, der in der Qualifikation hängen blieb. |

#### Speerwurf
Ort: Hannover
| * | Name            | Weite (m) | * | in Rom        |
| - | --------------- | --------- | - | ------------- |
| 1 | Hermann Salomon | 75,40     | w | 12. Platz     |
| 2 | Walter Krüger   | 73,45     | o | Silber        |
| 3 | Erich Ahrendt   | 73,43     | o | Qualifikation |

#### Zehnkampf
Ort: Schweinfurt
| * | Name              | Punkte | * | in Rom |
| - | ----------------- | ------ | - | --- |
| 1 | Walter Meier      | 7165   | o | 16. Platz |
| 2 | Manfred Bock      | 7144   | w | 10. Platz |
| 3 | Werner von Moltke | 7127   | w | Anstelle von Moltkes wurde der ostdeutsche Klaus Grogorenz nominiert. Er hatte in der Zehnkampf-Wertung in Führung gelegen, wurde im abschließenden 1500-Meter-Lauf aber wegen Unsportlichkeit disqualifiziert. In Rom wurde er Achter. |

Zur zwischenzeitlichen Disqualifikation von Grogorenz ist in einer Quelle folgende Erläuterung zu finden: "Das Kampfgericht disqualifizierte den Ost-Berliner Grogorenz wegen mehrfachen Behinderns des jungen Bock über 1500 m, so daß Grogorenz in dieser Konkurrenz ohne Punkte blieb. Das ND schilderte den Sachverhalt so: „Grogorenz, seiner Nominierung bereits sicher, setzte sich einige Male vor den an dritter Stelle liegenden Bock, der immer wieder antreten mußte. Grogorenz tat das für den an der Spitze laufenden Walter Meier. Daß einige Zuschauer pfiffen, hätte man menschlich verstehen können. Daß westdeutsche Kampfrichter Grogorenz disqualifizierten, war schon nicht mehr verständlich und auch nicht zu akzeptieren, zumal die dem Kampfgericht angehörenden DDR-Vertreter gar nicht um ihre Meinung gefragt worden waren.“ Das bald darauf im ND veröffentlichte Wettkampfprotokoll wies Grogorenz mit seiner Laufzeit von 4:38,2 min zwar als Vierten aus, gab auch die nach der Zehnkampftabelle dafür zu vergebenden 430 Punkte an, enthielt
aber in einer nachträglich eingefügten Bemerkung die Disqualifikation von Grogorenz. Die Beratung der beiden Verbände, in der der Streitfall geklärt werden sollte, fand in Gegenwart der beiden internationalen Schiedsrichter Paulen (Niederlande) und Knenecky (CSR) statt, dauerte fünf Stunden und zum Programm gehörte auch die Vorführung des Films von Schweinfurt. Beide Schiedsrichter „bestätigten, daß - nach diesem Dokument zu urteilen - Grogorenz in keiner Phase unfair gehandelt hatte. Nach den Bestimmungen der internationalen Leichtathletik-Föderation dürfen jedoch Fotos und Filmaufnahmen, die nicht vom Zielgericht stammen, als Beweise nicht anerkannt werden. So blieb schließlich allein der Vorschlag des Holländers Paulen, den Bundeswehroffizier und Klaus Grogorenz am kommenden Wochenende einen neuen Zehnkampf bestreiten zu lassen. Die Fachleute waren sich einig, daß dies nichts als eine Prestigeprobe ohne sportlichen Sinn geblieben wäre. So stimmte der Westverband schließlich doch zu, Grogorenz zu nominieren.“ Das war 21 Tage nach dem Wettkampf."

### Frauen

#### 100 Meter
Ort: Hannover
| * | Name              | Zeit (s) | * | in Rom       |
| - | ----------------- | -------- | - | ------------ |
| 1 | Hannelore Raepke  | 11,7     | o | Vorlauf      |
| 2 | Brunhilde Hendrix | 11,7     | w | Halbfinale   |
| 3 | Gisela Birkemeyer | 11,8     | o | Zwischenlauf |

#### 200 Meter
Ort: Erfurt
| * | Name              | Zeit (s) | * | in Rom       |
| - | ----------------- | -------- | - | ------------ |
| 1 | Gisela Birkemeyer | 23,4 DR  | o | Zwischenlauf |
| 2 | Jutta Heine       | 23,7     | w | Silber       |
| 3 | Hannelore Raepke  | 23,9     | o | Vorlauf      |

#### 4 × 100 Meter
Ort: Hannover
| * | Name                                                                                | Zeit (s) | in Rom                                                     |
| - | ----------------------------------------------------------------------------------- | -------- | ---------------------------------------------------------- |
| 1 | Westdeutschland (Martha Langbein, Anni Biechl, Brunhilde Hendrix, Jutta Heine)      | 45,1     | Silber                                                     |
| 2 | Ostdeutschland (Hannelore Raepke, Barbara Mayer, Gisela Birkemeyer, Gudrun Züchner) | 45,2     | Hannelore Raepke und Barbara Mayer waren Ersatzläuferinnen |

#### 800 Meter
Ort: Erfurt
| * | Name                 | Zeit (min) | * | in Rom   |
| - | -------------------- | ---------- | - | -------- |
| 1 | Ursula Donath        | 2:06,3     | o | Bronze   |
| 2 | Veronika Kummerfeldt | 2:06,7     | w | 4. Platz |
| 3 | Antje Gleichfeld     | 2:07,1     | w | 5. Platz |

#### 80 Meter Hürden
Ort: Erfurt
| * | Name              | Zeit (s) | * | in Rom     |
| - | ----------------- | -------- | - | ---------- |
| 1 | Gisela Birkemeyer | 10,7     | o | Bronze     |
|   | Zenta Kopp        | 10,7     | w | Halbfinale |
| 3 | Karin Richert     | 10,8     | o | Halbfinale |

#### Hochsprung
Ort: Hannover
| * | Name                  | Höhe (m) | * | in Rom        |
| - | --------------------- | -------- | - | ------------- |
| 1 | Karin Lenzke          | 1,67     | o | Qualifikation |
| 2 | Ingrid Becker         | 1,64     | w | 9. Platz      |
| 3 | Marlene Schmitz-Portz | 1,64     | w | 9. Platz      |

#### Weitsprung
Ort: Erfurt
| * | Name           | Weite (m) | * | in Rom   |
| - | -------------- | --------- | - | -------- |
| 1 | Hildrun Claus  | 6,40 WR   | o | Bronze   |
| 2 | Renate Junker  | 6,23      | w | 4. Platz |
| 3 | Helga Hoffmann | 6,20      | w | 6. Platz |

#### Kugelstoßen
Ort: Erfurt
| * | Name                      | Weite (m) | * | in Rom   |
| - | ------------------------- | --------- | - | -------- |
| 1 | Wilfriede Hoffmann        | 16,32     | o | 8. Platz |
| 2 | Johanna Lüttge            | 16,22     | o | Silber   |
| 3 | Renate Garisch-Culmberger | 15,95     | o | 6. Platz |

#### Diskuswurf
Ort: Hannover
| * | Name               | Weite (m) | * | in Rom        |
| - | ------------------ | --------- | - | ------------- |
| 1 | Doris Müller       | 52,71     | o | Qualifikation |
| 2 | Irene Schuch       | 51,73     | o | 9. Platz      |
| 3 | Kriemhild Hausmann | 51,02     | w | 4. Platz      |

#### Speerwurf
Ort: Erfurt
| * | Name                 | Weite (m) | * | in Rom        |
| - | -------------------- | --------- | - | ------------- |
| 1 | Erika Strößenreuther | 50,65     | w | Qualifikation |
| 2 | Anneliese Gerhards   | 49,24     | w | 11. Platz     |
| 3 | Almut Brömmel        | 47,54     | w | Qualifikation |